# Make You Mine (Madison Beer)
Make You Mine è un singolo della cantante statunitense Madison Beer, pubblicato il 9 febbraio 2024.

## Video musicale
Il video, ispirato alla pellicola Jennifer's Body e diretto dalla stessa interprete con Aerin Moreno, è stato divulgato il 24 aprile seguente attraverso il canale YouTube dell'artista. Precedentemente ne è stato pubblicato un lyric video, reso disponibile in concomitanza con l'uscita del brano.

## Tracce
Testi e musiche di Madison Beer e Leroy Clampitt.
1. Make You Mine – 3:41

## Formazione
- Madison Beer – voce, cori, tastiere, programmazione, produzione
- Leroy Clampitt – basso, batteria, chitarra, tastiere, percussioni, programmazione, produzione, ingegneria del suono
- Idania Valencia – mastering
- Mitch McCarthy – missaggio

## Classifiche

### Classifiche settimanali
| Classifica (2024) | Posizione massima |
| ----------------- | ----------------- |
| Arabia Saudita    | 13                |
| Austria           | 60                |
| Canada            | 82                |
| Estonia           | 18                |
| Grecia            | 19                |
| Irlanda           | 33                |
| Libano            | 11                |
| Lituania          | 29                |
| Norvegia          | 35                |
| Paesi Bassi       | 65                |
| Polonia           | 43                |
| Regno Unito       | 50                |
| Repubblica Ceca   | 90                |
| Slovacchia        | 84                |
| Stati Uniti       | 109               |
| Svizzera          | 85                |

### Classifiche di fine anno
| Classifica (2024) | Posizione |
| ----------------- | --------- |
| Estonia           | 46        |

## Riconoscimenti
- Grammy Awards[18]
  - 2025 – Candidatura alla miglior registrazione dance pop

- iHeartRadio Music Awards[19]
  - 2025 – Candidatura alla canzone dance dell'anno